# Холінергічні нейрони
Холінергічні нейрони (англ. cholinergic neuron) — передсинаптичний нейрон, який синтезує і виділяє в синапсах медіатор ацетилхолін.
Холінергічними є всі рухові, прегангліонарні (парасимпатичні і симпатичні), постгангліонарні парасимпатичні волокна, а також постгангліонарні симпатичні нервові волокна, які інервують потові залози.